# Tapeinosperma rubidum
Tapeinosperma rubidum är en viveväxtart som beskrevs av Carl Christian Mez. Tapeinosperma rubidum ingår i släktet Tapeinosperma och familjen viveväxter. Inga underarter finns listade i Catalogue of Life.